# ضربة إسقاط

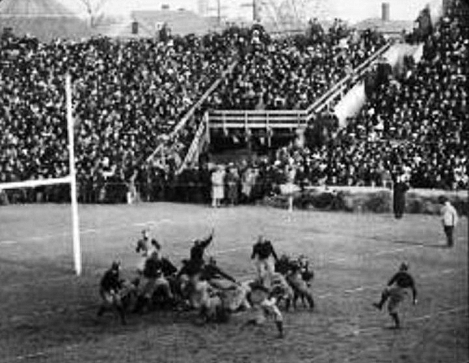
تشارلز بريكلي، لاعب جامعة هارفارد يسدد ركلة هدف ميداني ليقود فريقه للفوز على دارتموث.

ضربة الإسقاط هي نوع من الركلات في قوانين كرة القدم المختلفة. إنها تنطوي على قيام اللاعب بإسقاط الكرة عمدًا ثم ركلها إما (الرياضات المختلفة لها تعريفات مختلفة) «أثناء ارتفاعها من الارتداد الأول« (الركبي)  أو «عندما تلمس الأرض أو بعدها مباشرة». تُستخدم ضربة الإسقاط وسيلة لاستئناف اللعب وتسجيل النقاط في اتحاد الركبي ودوري الركبي. غالبًا ما يقوم حراس مرمى كرة القدم بإرجاع الكرة للعب بضربة الإسقاط. كانت هذه الركلة مستخدمة على نطاق واسع في كل من قواعد كرة القدم الأسترالية.